# Peach Lake
Peach Lake est une census-designated place des comtés de Putnam et de Westchester, dans l'État de New York, aux États-Unis,. En 2020, elle compte une population de 1 885 habitants.